# Von Gavel
von Gavel var en svensk adelsätt från Gävle. Ätten var bosatt i Lettland och Tyskland. Adlad år 1696, nr 1343. Ätten hette tidigare Gavelius, en släkt som dessutom utgrenat sig i följande adelsätter: Cronstedt (adlad 1686, nr 1104), Cederschiöld (adlad 1687, nr 1117) och Adelstierna (adlad 1708, nr 1441, utslocknad 1734). Ätten Kanada, Australien och Tyskland.
Ättens stamfader är borgaren Peder Hansson som var rådman i Gävle och dennes hsutru Ingrid Pedersdotter. 
Deras ene son, Peder Gavelius, var Stockholms borgmästare och borgarståndets talman i riksdagen, samt bror till Elias Pedersson Gavelius. De var båda gift med var sin dotter till handelsmannen i Gävle, Nils Olofsson, som var bördig från Teg i Umeå och tillhörde Bureätten. 
Peders ene son Mårten adlades Cronstedt. Den senares bror Pehr Gavelius var kamrerare hos Oxenstierna, och var i äktenskap med en dotter till Nyköpings borgmästare Olof Schnack far till kaptenen Carl Gustaf Gavel, som adlades von Gavel 1696. 
Ätten fortlevde på svärdssidan med en son ur dennes tredje äktenskap, med Anna Helena von Tiesenhausen, assessorn vid hovrätten och arvherren till Brinckenhof Carl Fabian von Gavel och dennes hustru Anna Elisabet von Tiesenhausen.